# Zatoczek łamliwy
Zatoczek łamliwy (Anisus vorticulus) – gatunek słodkowodnego ślimaka z rodziny zatoczkowatych (Planorbidae).

## Występowanie
Przejrzyste wody z bogatą roślinnością w Europie – od południowo-wschodniej Anglii po Morze Kaspijskie. W Polsce występuje w regionach północnych i centralnych.

## Muszla
Muszla w kształcie cienkiego krążka z ostrą krawędzią, szeroka na 8–11 mm, liczba skrętów dochodzi do 5,5.

## Ochrona
Na terenie Polski był dawniej gatunkiem pospolitym. Obecnie jest rzadko spotykany, zagrożony wyginięciem i objęty ścisłą ochroną gatunkową.